# サンダーランド (イングランド)
サンダーランド（Sunderland 英語発音: [ˈsʌndɚlənd] マッケム方言：[ˈsʊn(d)lən]）は、イギリス・イングランドのタインアンドウィア州にある港湾都市である。かつてはイギリスの行政区分でいうところの自治都市であったが、1992年にサンダーランド直轄行政都市の一部となった。この直轄行政都市（ワシントン、ホウトン・ル・スプリング、ヘットン・ル・ホールを含む）はイングランド北東部で最大の居住地区となっている。 
サンダーランドはウェア川の河口に位置している。都市が成立した時期は、ウェアマウス地区にアングロサクソンの修道院が設立された時期と考えられている。北海に面しており、伝統的には造船業と石炭の採掘が盛んであったが、造船工場は1988年を最後に閉鎖され、炭鉱も1994年に閉山された。現在ではエレクトロニクス、自動車、化学、製紙業の最新の工場施設が稼動している。
2024年8月、市内で極右主義者が暴動を起こし、警察などが攻撃を受けた。

## 姉妹都市
- ハルビン、中国
- サン＝ナゼール、フランス
- ワシントンD.C.、アメリカ合衆国

## 出身人物
- ドン・エイリー - ミュージシャン
- デイヴ・スチュワート - ユーリズミックスのギタリスト。
- ロス・ピアソン - 総合格闘家。
- イアン・フリーマン - 総合格闘家。